# Gaetano Monti
Gaetano Monti (Fusignano (Ferrara, 1750 - Nàpols, 1816) va ser un compositor italià.
El seu nom es registra per primera vegada en 1758, quan tenia vuit anys, cantant en un petit paper en una representació d'Il curiós del suo proprio Danno de Niccolò Piccinni. La seva primera òpera, Adriano a Síria, es va estrenar a Mòdena el 1755, i més tard va ser nomenat organista de la Capella del Tresor de la catedral de Nàpols; allí va romandre fins a 1788. D'altra banda, el 1776 es va convertir en un empresari al Teatre San Carlo. La major part de les seves obres van ser òperes bufes, i van ser vists als teatres a Roma, Venècia i Nàpols. Les seves obres més populars eren Li donne vendicate, (1784), El studente, (Nàpols, 1784) i La contadina acorta, representada a Dresden el 1782. Es va creure en un moment que Gaetano era el germà del poeta Vincenzo Monti, però això és incert.